# Andrena hondoica
Andrena hondoica is een vliesvleugelig insect uit de familie Andrenidae. De wetenschappelijke naam van de soort is voor het eerst geldig gepubliceerd in 1962 door Hirashima.